# Philon von Eleusis
Philon von Eleusis (altgriechisch Φίλων Phílōn) war ein griechischer Architekt in der zweiten Hälfte des 4. Jahrhunderts v. Chr.
Zwei Bauwerke werden Philon in der antiken Literatur zugeschrieben: erstens das zwischen 347 und 329 v. Chr. errichtete große Schiffsarsenal, die Skeuothek, im Hafen von Athen, dem Piräus, und die zwischen 317 und 307 v. Chr. angefügte Vorhalle am Telesterion von Eleusis. Philon scheint sowohl praktischer Architekt als auch Architekturtheoretiker gewesen zu sein, da er eine Abhandlung über die Proportionen des griechischen Tempels geschrieben und Kommentare zu seinem Bau der Skeuothek hinterlassen hatte. Beide – heute verlorenen – Schriften werden von Vitruv erwähnt, der auch den Vorhallenbau am Telesterion dem Philon zuweist. Laut Cicero soll Philon mit großer Beredsamkeit, die Cicero nicht so sehr dessen Fähigkeit als Architekt denn als Redner zuschrieb, die Theorie seiner Bauten erläutert haben.